# Sebastian Koto Khoarai
Sebastian Koto Khoarai, O.M.I. (Lesotho, 11 de setembre de 1929 – 17 d'abril de 2021) fou un prelat de l'Església catòlica i bisbe emèrit de Mohale's Hoek.

## Biografia
Khoarai va néixer a Koaling, al bisbat de Leribe el 1929. Ingressà als Missioners oblats de Maria Immaculada i va ser ordenat prevere el 1956.
Va ser nomenat el 1977 com a ordinari de Mohale's Hoek, rebent la consagració episcopal el 1978. Al maig del 2006 presentà la dimissió en assolir l'edat límit, però continuà exercint com a administrador apostòlic de la diòcesi fins al febrer de 2014. Entre 1982 i 1987 serví com a president de la Conferència Episcopal de Lesotho.
El 9 d'octubre de 2016 el Papa Francesc anuncià que Khoarai seria creat cardenal al consistori del 19 de novembre següent, esdevenint el primer cardenal de Lesotho. Khoarai no podria participar en un conclave a causa que supera els 80 anys. A causa de la seva avançada edat no va poder assistir al consistori, però rebé la birreta cardenalícia a Leshoto de mans del nunci apostòlic Peter Bryan Wells.